# Rhûn
Rhûn és un lloc fictici de la novel·la El Senyor dels Anells de l'escriptor britànic J.R.R. Tolkien. Es tracta d'una llunyana i gairebé desconeguda regió a l'est de Rhovànion, a la Terra Mitjana.
És d'aquí que van venir els homes de l'est, aliats de Mórgoth i després d'en Sàuron durant les llargues guerres contra els pobles de l'oest al llarg de les edats. També és el lloc on es retirà en Sàuron després de la seva derrota a la Guerra de l'Última Aliança, fins a tornar de nou i començar a tenir forma i força al Bosc Llobregós.
Hi viatjaren en Sàruman i els dos Mags Blaus, però els Mags Blaus van quedar-se a l'est de la Terra Mitjana, mentre que només en Sàruman en tornà. Els homes de l'est demostraren un cop més llur lleialtat en la Guerra de l'Anell, en la qual varen servir de soldats d'elit a l'Enemic. Durant el regnat de l'Àragorn, però, va poder haver-hi pau entre els regnes de l'oest i els homes orientals.
A Rhûn també hi ha una gran mar amb el mateix nom, el Mar de Rhûn, en què desemboca el Riu Corrent. Segons la tradició, a Rhûn hi ha vaques salvatges que els avantpassats dels Senescals de Góndor caçaven. Hom diu que descendien de les vaques d'Araw (el nom de Vala Oromë en sindarin) quan cavalcava per la Terra Mitjana.